# Douglas 3½ HP-modellen

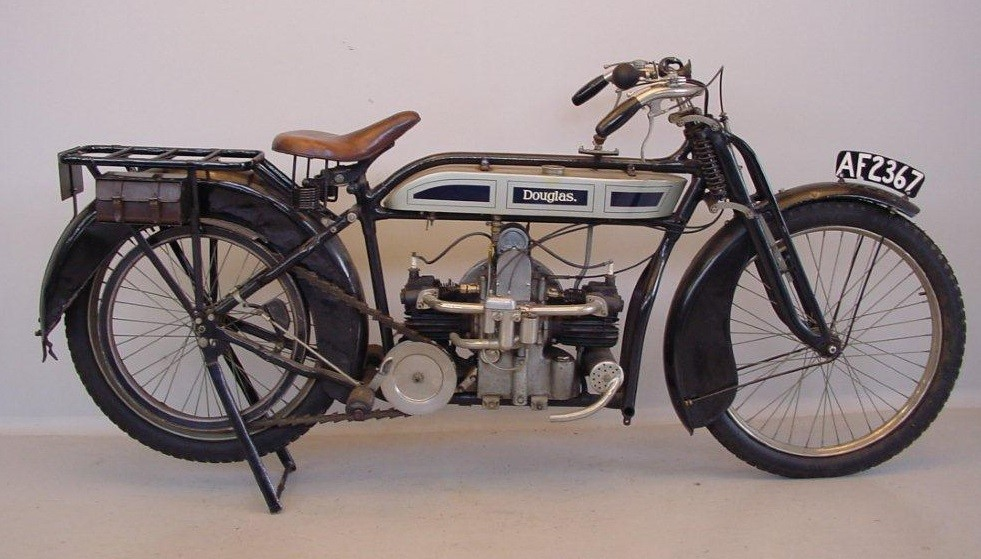
Douglas Model A 3½ HP uit 1914

De Douglas 3½ HP-modellen vormden een serie motorfietsen die het Britse merk Douglas produceerde van 1914 tot 1915.

## Voorgeschiedenis
De gebroeders William en Edwin Douglas richtten de Douglas Engineering Company in 1882 in Bristol, aanvankelijk als smederij, maar later werd het een ijzergieterij.
Een van hun klanten werd Light Motors Ltd., het bedrijf van Joseph L. Barter dat ook in Bristol gevestigd was en gemotoriseerde fietsen produceerde. Barter ontwikkelde het "Fée Bicycle System", waarbij een 200cc-boxermotor dwars en zeer hoog in het frame gebouwd werd. Die motor dreef via een korte ketting een asje aan waarin de koppeling zat. Van daar af dreef een riem het achterwiel aan. De gebroeders Douglas goten zuigers en cilinders voor Barter en toen Light Motors in 1907 werd verkocht aan een bedrijf in Londen trad Joseph Barter als ontwerper en hoofdingenieur in dienst van de gebroeders Douglas die de productierechten van de motorfietsen overnamen. De 200cc/2½ HP Barter-motor vormde de basis voor de 340- en 350cc-Douglas 2¾ HP-modellen.

## 3½ HP-modellen
In 1914 besloot men tegemoet te komen aan de wens van klanten om een wat sterkere zijspantrekker te leveren. Daarvoor werden zowel de boring als de slag vergroot tot 68 mm, waardoor de cilinderinhoud op 493,3 cc kwam. De eerste modellen waren het Model A en het Model B, die veel moderner waren dan de 2¾ HP-modellen. Zo hadden ze een horizontaal deelbaar carter en een oliepan die een wet-sump smeersysteem mogelijk maakte. Daardoor verviel de total loss smering met handpomp.

### Model A 3½ HP
Het Model A 3½ HP verscheen in 1914 en was voorzien van voetsteunen en had weliswaar twee versnellingen, maar geen koppeling. De aandrijving van het achterwiel geschiedde via een riem.

#### Motor
De motor was een dwarsgeplaatste, luchtgekoelde tweecilinderboxermotor met zijkleppen.

#### Aandrijving
De primaire aandrijving geschiedde via een ketting. Er was geen koppeling aan boord en de tweeversnellingsbak was gebaseerd op de transmissie van een draaibank. Via dit eenvoudige, ronde versnellingsbakje werd het achterwiel door een riem aangedreven.

#### Rijwielgedeelte
Het frame was een eenvoudig enkel wiegframe, met een verstevigd balhoofd om het extra vermogen en vooral de montage van een zijspan mogelijk te maken. In het voorwiel zat een velgrem en in het achterwiel een belt rim brake.

### Model B 3½ HP
Het Model B kwam grotendeels overeen met het Model A, maar was voorzien van treeplanken in plaats van voetsteunen. Het was ook voorzien van een koppeling en een kickstarter. Dat maakte het starten aanzienlijk eenvoudiger, want het Model A moest worden aangeduwd om het niet voorzien was van pedalen.

## Eerste Wereldoorlog
Door het uitbreken van de Eerste Wereldoorlog kregen beide modellen al snel een andere functie: ze werden geleverd aan het War Department om dienst te doen als militaire motorfiets.
In 1916 werden beide modellen vervangen door nog zwaardere modellen, de 600cc-4 HP-serie.

## Technische gegevens
| Douglas                | Model A 3½ HP                                        | Model B 3½ HP                                        |
| ---------------------- | ---------------------------------------------------- | ---------------------------------------------------- |
| Periode                | 1914-1915                                            | 1914-1915                                            |
| Categorie              | toer/zijspantrekker                                  | toer/zijspantrekker                                  |
| Motortype              | zijklepmotor                                         | zijklepmotor                                         |
| Bouwwijze              | dwarsgeplaatste luchtgekoelde tweecilinderboxermotor | dwarsgeplaatste luchtgekoelde tweecilinderboxermotor |
| Boring                 | 68 mm                                                | 68 mm                                                |
| Slag                   | 68 mm                                                | 68 mm                                                |
| Cilinderinhoud         | 493,3 cc                                             | 493,3 cc                                             |
| Smeersysteem           | wet-sumpsysteem                                      | wet-sumpsysteem                                      |
| Primaire aandrijving   | ketting                                              | ketting                                              |
| Versnellingen          | 2                                                    | 2                                                    |
| Secundaire aandrijving | riem                                                 | riem                                                 |
| Rijwielgedeelte        | enkel wiegframe                                      | enkel wiegframe                                      |
| Voorvork               | schommelvork                                         | schommelvork                                         |
| Achtervork             | star achterframe                                     | star achterframe                                     |
| Remmen                 | velgrem voor, belt rim brake achter                  | velgrem voor, belt rim brake achter                  |
| Voorganger             | geen                                                 | geen                                                 |
| Opvolger               | Model A 4 HP                                         | Model B 4 HP                                         |